# Società Sportiva Sutor 2009-2010
Questa voce raccoglie le informazioni riguardanti la Società Sportiva Sutor nelle competizioni ufficiali della stagione 2009-2010.

## Verdetti
- Serie A:
  - stagione regolare: 6º posto su 16 squadre (15-13);
- Coppa Italia:
  - sconfitta ai quarti di finale contro Montepaschi Siena.

## Stagione
La stagione 2009-2010 della Società Sportiva Sutor, sponsorizzata Sigma Coatings, è la 4ª nel massimo campionato italiano di pallacanestro, la Serie A.
All'inizio della nuova stagione la Lega Basket decise di modificare il regolamento riguardo al numero di giocatori stranieri da schierare contemporaneamente in campo. Si potevano iscrivere a referto 6 giocatori stranieri di cui massimo 3 non appartenenti a Paesi appartenenti alla FIBA Europe.

## Roster
Aggiornato al 10 gennaio 2022.
| Sigma Coatings Sutor Montegranaro 2009-10 | Sigma Coatings Sutor Montegranaro 2009-10 |
| Giocatori                                 | Staff tecnico                             |
| ----------------------------------------- | ----------------------------------------- |

| N. | Naz.                                       | Ruolo | Nome               | Anno | Alt.   | Peso   |  |
| -- | ------------------------------------------ | ----- | ------------------ | ---- | ------ | ------ |  |
| 5  | Stati Uniti (bandiera)                     | G     | Robert Hite        | 1984 | 190 cm | 85 kg  |  |
| 9  | Italia (bandiera)                          | AP    | Michele Antonutti  | 1986 | 202 cm | 80 kg  |  |
| 10 | Italia (bandiera)                          | PG    | Daniele Cavaliero  | 1984 | 188 cm | 83 kg  |  |
| 11 | Brasile (bandiera)                         | A     | Marquinhos         | 1984 | 207 cm | 102 kg |  |
| 12 | Argentina (bandiera) · Italia (bandiera)   | AP    | Demián Filloy      | 1982 | 198 cm | 95 kg  |  |
| 13 | Stati Uniti (bandiera) · Italia (bandiera) | P     | Anthony Maestranzi | 1984 | 178 cm | 75 kg  |  |
| 15 | Italia (bandiera)                          | C     | Luca Lechthaler    | 1986 | 206 cm | 102 kg |  |
| 16 | Grecia (bandiera)                          | G     | Dīmītrīs Tsaldarīs | 1980 | 196 cm | 95 kg  |  |
| 20 | Italia (bandiera)                          | PG    | Andrea Cinciarini  | 1986 | 190 cm | 86 kg  |  |
| 21 | Belgio (bandiera)                          | AG    | Kristof Ongenaet   | 1985 | 203 cm | 100 kg |  |
| 33 | Stati Uniti (bandiera)                     | C     | Greg Brunner       | 1983 | 202 cm | 105 kg |  |
| 44 | Bulgaria (bandiera)                        | AC    | Dejan Ivanov       | 1986 | 205 cm | 103 kg |  |
| -  | Italia (bandiera)                          | PG    | Stefano Cernivani  | 1991 | 186 cm |        |  |
| -  | Italia (bandiera)                          | P     | Riccardo Lupetti   | 1991 | 175 cm | 70 kg  |  |
| -  | Italia (bandiera)                          | C     | Leonardo Lupi      | 1992 | 205 cm | 100 kg |  |
| -  | Italia (bandiera)                          | AP    | Cristiano Nasini   | 1991 | 195 cm | 80 kg  |  |

| Allenatore                                                                         |
| - Fabrizio Frates                                                                  |
| Assistente/i                                                                       |
| - Massimiliano Menetti Legenda - (C) Capitano - (IN) Inattivo - Infortunato Roster |

## Mercato

### Sessione estiva
| Acquisti | Acquisti           | Acquisti            | Acquisti      | Acquisti |
| R.       | Nome               | da                  | Modalità      |          |
| -------- | ------------------ | ------------------- | ------------- | -------- |
| A        | Marquinhos         | Pinheiros           | definitivo    |          |
| AG       | Kristof Ongenaet   | Syracuse Orange     | definitivo    |          |
| C        | Greg Brunner       | Pall. Biella        | definitivo    |          |
| G        | Robert Hite        | Ostenda             | definitivo    |          |
| AP       | Michele Antonutti  | Amici Pall. Udinese | definitivo    |          |
| C        | Luca Lechthaler    | Mens Sana Siena     | prestito      |          |
| P        | Anthony Maestranzi | Jesi Academy        | definitivo    |          |
| C        | Matteo Canavesi    | A. Costa Imola      | fine prestito |          |
| PG       | Andrea Cinciarini  | Pall. Pavia         | fine prestito |          |
| A        | Demián Filloy      | Pall. Reggiana      | fine prestito |          |

| Cessioni | Cessioni           | Cessioni        | Cessioni       | Cessioni |
| R.       | Nome               | a               | Modalità       |          |
| -------- | ------------------ | --------------- | -------------- | -------- |
| GA       | Ricky Minard       | Virtus Roma     | fine contratto |          |
| P        | Kiwane Garris      | Reyer Venezia   | fine contratto |          |
| C        | Brandon Hunter     | Cap. de Arecibo | fine contratto |          |
| G        | Bryce Taylor       | Telekom Bonn    | fine contratto |          |
| A        | Kōstas Vasileiadīs | Obradoiro       | fine contratto |          |
| PG       | Nicola Temperini   |                 | fine contratto |          |
| AG       | Óscar Chiaramello  | Recanati        | fine contratto |          |
| G        | Marco Portannese   | Mens Sana Siena | fine prestito  |          |
| C        | Wade Helliwell     | PAOK Salonicco  | fine contratto |          |
| A        | Simone Flamini     | V.L. Pesaro     | fine contratto |          |
| C        | Matteo Canavesi    | Pistoia Basket  | prestito       |          |
| AC       | Giorgio Piunti     | Stamura Ancona  | prestito       |          |

### Dopo l'inizio della stagione
| Acquisti | Acquisti           | Acquisti                             | Acquisti         | Acquisti   |
| R.       | Nome               | da                                   | Data             | Modalità   |
| -------- | ------------------ | ------------------------------------ | ---------------- | ---------- |
| G        | Dīmītrīs Tsaldarīs | Nuova A.M.G. Sebastiani Basket Rieti | 29 dicembre 2009 | definitivo |

| Cessioni | Cessioni    | Cessioni    | Cessioni        | Cessioni   |
| R.       | Nome        | a           | Data            | Modalità   |
| -------- | ----------- | ----------- | --------------- | ---------- |
| G        | Robert Hite | Juvecaserta | 26 gennaio 2010 | definitivo |

## Risultati

### Regular season

#### Andata
| Data             | Stadio              | Società    | Punteggio |
| 11 ottobre 2009  | Futurshow Station   | @ Bologna  | 76-68     |
| 18 ottobre 2009  | PalaSavelli         | Vs Caserta | 86-84     |
| 25 ottobre 2009  | Palasport Pianella  | @ Cantù    | 79-75     |
| 1º novembre 2009 | PalaSavelli         | Vs Varese  | 73-85     |
| 8 novembre 2009  | PalaVerde           | @ Treviso  | 95-77     |
| 15 novembre 2009 | PalaBarbuto         | @ Napoli   | 51-78     |
| 22 novembre 2009 | PalaSavelli         | Vs Pesaro  | 73-57     |
| 28 novembre 2009 | PalaRadi            | @ Cremona  | 90-69     |
| 6 dicembre 2009  | PalaSavelli         | Vs Roma    | 103-97    |
| 13 dicembre 2009 | PalaSavelli         | Vs Biella  | 88-82     |
| 20 dicembre 2009 | Palasport Mens Sana | @ Siena    | 97-66     |
| 3 gennaio 2010   | PalaSavelli         | Vs Ferrara | 92-88     |
| 10 gennaio 2010  | PalaDelMauro        | @ Avellino | 80-69     |
| 17 gennaio 2010  | PalaSavelli         | Vs Milano  | 77-72     |
| 24 gennaio 2010  | Palascapriano       | @ Teramo   | 61-63     |

#### Ritorno
| Data             | Stadio           | Società     | Punteggio |
| 31 gennaio 2010  | PalaSavelli      | Vs Bologna  | 80-78     |
| 7 febbraio 2010  | PalaMaggiò       | @ Caserta   | 65-75     |
| 14 febbraio 2010 | PalaSavelli      | Vs Cantù    | 77-71     |
| 28 febbraio 2010 | PalaWhirlpool    | @ Varese    | 74-88     |
| 7 marzo 2010     | PalaVerde        | Vs Treviso  | 79-69     |
| 14 marzo 2010    | PalaSavelli      | Vs Napoli   | 141-82    |
| 21 marzo 2010    | Adriatic Arena   | @ Pesaro    | 89-93     |
| 28 marzo 2010    | PalaSavelli      | Vs Cremona  | 91-72     |
| 3 aprile 2010    | PalaLottomatica  | @ Roma      | 75-72     |
| 18 aprile 2010   | Palacoop         | @ Biella    | 76-73     |
| 25 aprile 2010   | PalaSavelli      | Vs Siena    | 86-92     |
| 2 maggio 2010    | PalaSegest       | @ Ferrara   | 77-75     |
| 8 maggio 2010    | PalaSavelli      | Vs Avellino | 81-89     |
| 16 maggio 2010   | Mediolanum Forum | @ Milano    | 81-58     |
| 16 maggio 2010   | PalaSavelli      | Vs Teramo   | 87-81     |